# Антонія Якобеску
Антонія Якобеску (англ. Antonia Clara Iacobescu, народ. 12 квітня 1989, Бухарест, Румунія) — румунська співачка і модель. У 2010 році разом з ді-джеєм Томом Боксером записала пісню «Morena», котра зайняла перші місця чартів Болгарії, Румунії та Польщі і увійшла до десятки найкращих пісень в Ізраїлі та Угорщині.

## Біографія
Антонія у віці 5 років разом з родиною іммігрувала до США, де жила спочатку в штаті Юта, а після в Лас-Вегасі. Тут вона закінчила середню школу і зайнялася модельним бізнесом. Свою кар'єру моделі Антоніа почала у віці 10 років. Рекламний агент, що підбирав дітей для зйомок, побачив Антонію і запропонував їй знятися в рекламі. Після свого дебюту Антоніа знімалася для каталогів і в рекламі і співпрацювала з компаніями Lenz і Ford Models. В 2008 сім'я повернулася назад до Румунії.
Антоніа одружена з італійським бізнесменом Вінченцо Кастеллано (нар. 5 червня 1987 р.). 28 серпня 2010 в Антонії і Вінченцо народилася донька, яку назвали Майя Розаріо Кастеллано (англ. Maya Rosaria Castellano). 27 грудня 2014 в Антонії народився син Стефан (Stefan) Кастеллано.

## Музична кар'єра
Після повернення до Румунії Антоніа зустріла продюсера Тома Боксера (англ. Tom Boxer), з яким записала пісню «Roses on Fire», а в 2009 році «Morena». Кліп на пісню «Morena» вийшов 11 січня 2010, після чого пісня відразу зайняла перші рядки в чартах в Болгарії, Польщі та Румунії і увійшла в десятку найкращих в Угорщині та Ізраїлі.
Після успіху Антоніа і Том записали пісню «Shake it Mamma», «Marionette» і «Jameia». Кліп на пісню «Shake it Mamma» також мав успіх.
На даний момент останній сингл «Amor Amor Amor» користується шаленим успіхом у соціальних мережах (зокрема у Тік ток) та онлайн чартах.

## Сингли
З початку своєї кар'єри до кінця 2012 року співачка записала багато пісень, з них три румунською мовою.
- 2009 — «Roses on Fire»
- 2010 — «Morena» (спільно з Томом Боксером)
- 2011 — «Shake It Mamma» (спільно з Томом Боксером)
- 2011 — «Marionette»
- 2011 — «Pleacă»
- 2012 — «I Got You»
- 2012 — «Jameia» (спільно з Sky MansorY)
- 2013 — «Marabou» (спільно з Sky MansorY)
- 2013 — «Summertime Affaire» (спільно з Sky MansorY)
- 2013 — «Hurricane» (спільно з Puya)
- 2014 — «Wild Horses» (совместно с Jay Sean)
- 2015 — «Chica Loca»
- 2015 — «Greșesc»
- 2015 — «Dream About My Face»
- 2016 — «Vorbește Lumea»
- 2016 — «Sună-mă» (совместно с Carla's Dreams)
- 2016 — «Get Up and Dance» (совместно с Achi)
- 2017 — «Dor De Tine»
- 2017 — «Iubirea Mea»
- 2017 — «Amya»
- 2018 — «Adio» (совместно с Connect-R)
- 2018 — «Tango»
- 2018 — «Hotel Lounge»
- 2018 — «Mátame» (совместно с Erik Frank)
- 2019 — «Touch Me»
- 2020 — «Lie I Tell Myself»
- 2020 — «Como ¡Ay!»
- 2020 — «Rebound»
- 2021 — «Taifun» (совместно с Toto H)
- 2021 — «Dinero» (совместно с Yoss Bones)
- 2021 — «Îmi Placi Tu»
- 2021 — «I Think I Love Him»
- 2021 — «Benny Hana» (совместно с Pitt Leffer и Guilty Pleasure)
- 2021 — «Amor»
- 2022 — «Complicated» (совместно с Arkanian)
- 2022 — «Una Favela» (совместно с Qodës)
- 2023 — «Amor Amor Amor»